# 乔斯希普拉
乔斯希普拉（Joshipura），是印度古吉拉特邦Junagadh县的一个城镇。总人口28756人（2001年）。

## 人口
该地2001年总人口28756人，其中男性14864人，女性13892人；0—6岁人口3469人，其中男1971人，女1498人；识字率77.82%，其中男性为81.79%，女性为73.57%。